# E533
La ruta europea E533 és una carretera que forma part de la Xarxa de carreteres europees. Connecta Múnic (Alemanya) amb Innsbruck (Àustria). Té una longitud de 144 km. Té una orientació de nord a sud.